# 하우스텐보스

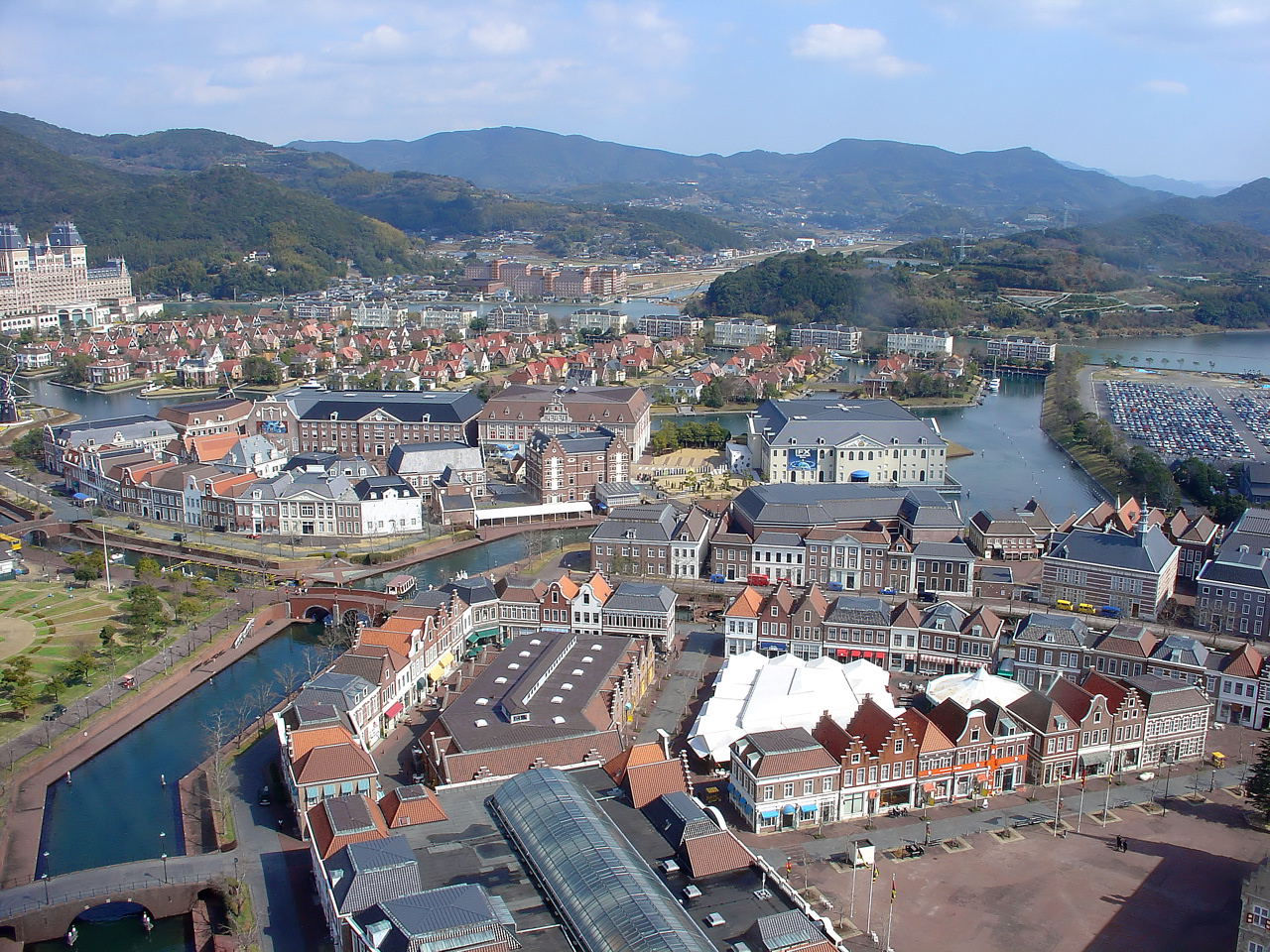
하우스텐보스

하우스텐보스(일본어: ハウステンボス, 네덜란드어: Huis Ten Bosch)는 일본 나가사키현 사세보시에 있는 테마파크이다. 처음에는 네덜란드의 거리 풍경을 재현하면서 시작되었는데 현재는 유럽 다른 나라들도 재현하고 있다. 네덜란드어로 숲속의 집이란 뜻이라고 한다.

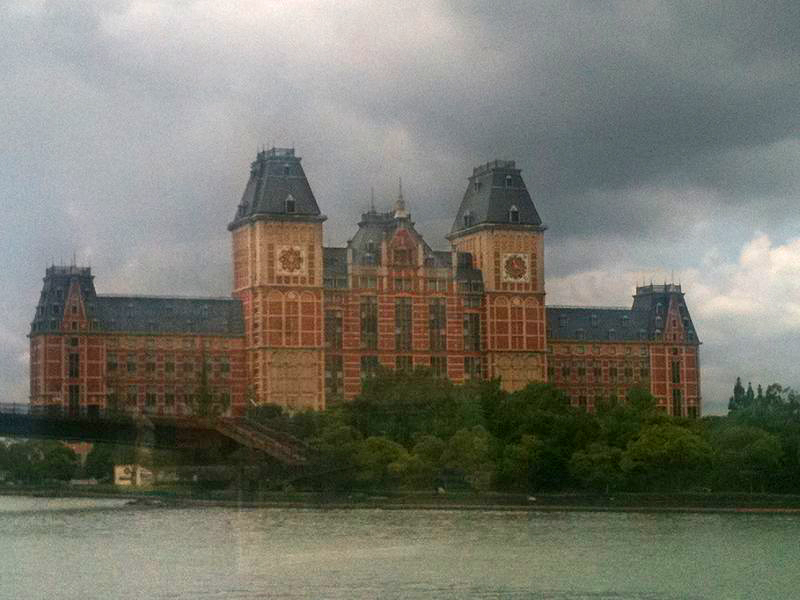
하우스텐보스

## 연혁
- 1992년 3월 25일 : 하우스텐보스가 개장했다.
- 1994년 3월 25일 : 하우스텐보스 개업 2주년 기념으로 재닛 잭슨의 야외 라이브가 개최되었다.

## 특이 사항
하우스텐보스는 일본 내국인 뿐만 아니라, 대만과 중화인민공화국, 홍콩, 마카오 등 중화권이나 대한민국, 필리핀, 베트남 등 주변의 국가나 지역으로부터 관광객을 많이 찾는 곳으로, 규슈의 핫플레이스로 자리매김된다.

## 주변 도로
- 나가사키현도 제141호 하우스텐보스선